# ذقنون
ذِقْنُون أو كُلْبِنْيَة (الاسم العلمي: Koelpinia)، جنس نباتات مُزهرة من فصيلة النجمية.
الأنواع
- Koelpinia chrysoglochis Rech.f. - إيران، العراق
- Koelpinia deflexa Stschegl. - آسيا الوسطى
- Koelpinia linearis Pall. - من المغرب حتى سنجان (تركستان الشرقية)
- Koelpinia macrantha C.Winkl. - آسيا الوسطى، أفغانستان، إيران
- Koelpinia sessilis Boiss. - إيران
- Koelpinia tenuissima Pavlov & Lipsch. - آسيا الوسطى، أفغانستان، باكستان، إيران
- Koelpinia turanica Vassilcz. -آسيا الوسطى